# Liwā' ar Ramthā
Liwā' ar Ramthā (arabiska: لواء الرمثا) är ett departement i Jordanien.   Det ligger i guvernementet Irbid, i den norra delen av landet, 70 km norr om huvudstaden Amman.